# Ростунов, Вячеслав Львович
Вячеслав Львович Ростунов (5 июня 1957 — 6 декабря 2007, Владикавказ) — российский археолог, историк, кавказовед.

## Биография
Родился в 1957 году. Основная тема исследований: эпоха энеолита — ранней бронзы. Работал в Северо-Осетинском Институте гуманитарных и социальных исследований Владикавказского научного центра РАН и Правительства Республики Северная Осетия-Алания. В последние годы жизни возглавлял раскопки Цмийского городища. Умер в 2007 году во Владикавказе.
Автор ряда научных публикаций и нескольких книг. Готовится к изданию ещё одна книга.

## Труды

### Книги
- Ростунов В. Л. Куро-аракские могильники Северной Осетии: Погребальный обряд древнего и средневекового населения Северного Кавказа. — Орджоникидзе, 1988.
- Ростунов В. Л. Эпоха энеолита средней Бронзы. Расселение древних обществ на Северном Кавказе в эпоху энеолита средней бронзы. — Владикавказ: Северо-Осетинский институт гуманитарных исследований, 2006. — 288 с.
- Ростунов В. Л. Эпоха энеолита — средней бронзы Центрального Кавказа. Т. III. Опыт реконструкции сакрального пространства ранних курганов Европы и Северного Кавказа. — Владикавказ: Северо-Осетинский институт гуманитарных исследований, 2007. — 377 с.

### Статьи
- Виноградов В. Б., Ростунов В. Л., Дорошевский В. Н. Особенности ориентировок захоронений эпохи ранней бронзы Центрального Кавказа в связи с годовым движением солнца// Кочевники Азово-Каспийского междуморья. — Орджоникидзе, 1985.
- Ростунов В. Л. Куро-аракская культура на Центральном Кавказе (хронология и историко-археологические аспекты миграции)// Античность и варварский мир. — Орджоникидзе: Северо-Осетинский университет, 1985. С. 3—42.
- Ростунов В. Л. Куро-аракская культура на Центральном Кавказе (К вопросу об истоках и путях миграции)// Античность и варварский мир. — Орджоникидзе: Северо-Осетинский университет, 1985. С. 91—130.
- Ростунов В. Л. Вопросы бытования куро-аракских племён на Центральном Кавказе и их роли в этнокультурном процессе второй половины III — начала II тыс. до н. э.// Этнокультурные проблемы бронзового века Северного Кавказа. — Орджоникидзе, 1986.
- Моисеев Д. П., Ростунов В. Л. Применение векторного формализма для анализа археологических источников// Проблемы интерпретации археологических источников. — Орджоникидзе, 1987.
- Ростунов В. Л. Куро-аракские могильники Северной Осетии// Погребальный обряд древнего и средневекового населения Северного Кавказа. — Орджоникидзе, 1988.
- Березин Я. Б., Ростунов B. Л. Сарматские подкурганные могильники у сел. Заманкул (Северная Осетия)// Международное сотрудничество археологов на великих торговых и культурных путях древности и средневековья. — Кисловодск, 1994.
- Ростунов В. Л. Природно-климатические условия зоны Центрального Кавказа и вопросы её заселения в эпоху неолита и бронзы (недоступная ссылка)// Крупновские чтения — 20. — Ставрополь, 1998.
- Кореневский С. Н., Наглер А. О., Ростунов В. Л. «Комаровский комплекс» кургана I эпохи ранней бронзы: Республика Северная Осетия — Алания// Крупновские чтения — 20. — Ставрополь, 1998.
- Ростунов В. Л. Природно-климатический фактор в заселении предгорной и степной зон Центрального Кавказа в эпоху ранней и средней бронзы// Крупновские чтения — 21. — Кисловодск, 2000.
- Спиридонова Е. А., Алешинская А. С., Кореневский С. Н., Ростунов В. Л. Сравнительный анализ природной среды времени существования майкопской культуры в Центральном Предкавказье: (Ставропольский край, Северная Осетия — Алания)// Материалы по изучению историко-культурного наследия Северного Кавказа: Археология, антропология, палеоклиматология. Вып. 2. — М., 2001. — С. 144—162. — Рез. англ.
- Ростунов В. Л. О роли природной среды в заселении центральных районов Закавказья в эпоху энеолита// Материалы и исследования по археологии Северного Кавказа. — Вып. 2. — 2003.
- Ростунов В. Л. Природно-климатические условия и заселение горной зоны Центрального Кавказа в эпоху энеолита — средней бронзы// Материалы и исследования по археологии Северного Кавказа. — Вып. 3. — 2004. — С. 101—136.
- Бурков С. Б., Ростунов В. Л. Погребения эпохи бронзы из кургана № 1 у сел. Ачхой-Мартан// Материалы и исследования по археологии Северного Кавказа. — Вып. 3. — 2004. — С. 137—150.
- Вольная Г. Н., Нарожный Е. И., Ростунов В. Л. Поселение скифского времени и могильник XIV—XV вв. «Сухая Балка» (г. Владикавказ)// Материалы и исследования по археологии Северного Кавказа. — Вып. 3. — 2004. — С. 229—257.
- Ростунов В. Л. Некоторые данные об архитектурных приёмах и математических навыках майкопских племён на Центральном Кавказе// Материалы и исследования по археологии Северного Кавказа. — Вып. 3. — 2004. — С. 311—313.
- Ростунов В. Л., Танаева Б. Г. О протомайкопском компоненте в энеолитической керамике из слоя 3 пещерной стоянки Мыштулагты-лагат (по материалам раскопок 1983—1990 гг.)// Материалы и исследования по археологии Северного Кавказа. — Вып. 4. — Армавир, 2004.
- Ростунов В. Л. К вопросу о приёмах сооружения и семантике «Больших майкопских курганов» Центрального Кавказа (по данным кургана № 3 у сел. Брут)// Материалы и исследования по археологии Северного Кавказа. — Вып. 4. — Армавир, 2004.
- Ростунов В. Л. К вопросу о переходном периоде от энеолита к ранней бронзе в горной и предгорной зонах Центрального Кавказа// Материалы и исследования по археологии Северного Кавказа. — Вып. 5. — Армавир, 2005.
- Ростунов В. Л. О культовой и социальной интерпретации некоторых сюжетов из новослободненских гробниц могильника «Клады»// Материалы и исследования по археологии Северного Кавказа. — Вып. 5. — Армавир, 2005.
- Ростунов В. Л. Курганы в виде черепах эпохи энеолита — начала ранней бронзы на Кавказе и в Северном Причерноморье// Stratum plus. 2006. № 2.
- Ростунов В. Л. Эпоха энеолита и бронзы на территории Северной Осетии// Археология Северной Осетии. Часть 1. — Владикавказ: Северо-Осетинский институт гуманитарных и социальных исследований им. В. И. Абаева, 2007.
- Ростунов В. Л. Курганы эпохи энеолита — ранней бронзы с ровиками в форме змеи// Археологический журнал Армавирского Центра археологических исследований. Т. 1. 2007.
- Ростунов В. Л. Позднекуро-аракские памятники из горной зоны Северной Осетии// Azerbaijan Archeology. 2007. Vol. 9. № 1—2.
- Ростунов В. Л. Природно-климатический фактор в заселении Северо-Осетинской равнины в эпоху энеолита — средней бронзы// Материалы и исследования по археологии Северного Кавказа. — Вып. 8. — Армавир, 2007.
- Ростунов В. Л. Памятники конца ранней — средней бронзы в курганных некрополях предгорной зоны// Материалы и исследования по археологии Северного Кавказа. — Вып. 8. — Армавир, 2007.
- Ростунов В. Л. Первые итоги работы на Цмийском городище на Зарамайской ГЭС// Археологический журнал Армавирского Центра археологических исследований. Т. 2. 2008.
- Березин Я. Б., Гудалин В. В., Ростунов В. Л. Погребение раннего железного века из юго-восточной части Ставропольского края// Материалы по изучению историко-культурного наследия Северного Кавказа. Выпуск IX. Археология, Краеведение. — Ставрополь, 2009.

### Доклады на конференциях
- Ростунов В. Л. Новые памятники эпохи ранней бронзы в предгорной зоне Северной Осетии (поселения Редант I и Редант II) (недоступная ссылка) (Доклад на XXII Крупновских чтениях).
- Кореневский С. Н., Ростунов В. Л. Новые данные о «больших» майкопских курганах в Республике Северная Осетия — Алания (недоступная ссылка) (Доклад на XXII Крупновских чтениях).
- Ростунов В. Л. К концепции древнего кургана (Доклад на XXIV Крупновских чтениях).
- Бесолова Е. Б., Ростунов В. Л. Об индоевропейском компоненте в позднемайкопском погребальном обряде // Тезисы докладов на XXXVII Международном конгрессе востоковедов. — М., 2004.
- Ростунов В. Л. О взаимосвязи экологии и культурно-хозяйственного типа населения в Центральном Закавказье в эпоху раннего энеолита (Доклад на V Конгрессе этнографов и антропологов России. 2003, Омск).
- Ростунов В. Л., Ляхов С. В., Туаллагов А. Раскопки на объекте «Цми» в 2007 г.: Предварительные итоги исследования// Отражение цивилизационных процессов в археологических культурах Северного Кавказа и сопредельных территорий: Юбилейные XXV «Крупновские чтения» по археологии Северного Кавказа (Владикавказ, 21-25 апреля 2008 года). Тезисы докладов Международной научной конференции. — Владикавказ, 2008.

## Награды
- Лауреат IV Национальной премии «Культурное наследие» 2008—2009 (посмертно)[2].